# 1993-as Amstel Gold Race
Az 1993-as Amstel Gold Race volt a 28. holland kerékpárverseny. Április 28-án került megrendezésre, össztávja 249 kilométer volt. Végső győztes a svájci Rolf Järmann lett.

## Végeredmény
|    | Versenyző           | Idő           |
| -- | ------------------- | ------------- |
| 1  | Rolf Järmann        | 6 óra 40' 04" |
| 2  | Gianni Bugno        | a.i.          |
| 3  | Jens Heppner        | + 1' 02"      |
| 4  | Maurizio Fondriest  | + 1' 07"      |
| 5  | Maximilian Sciandri | + 1' 07"      |
| 6  | Adri van der Poel   | + 1' 07"      |
| 7  | Davide Cassani      | + 1' 07"      |
| 8  | Gert-Jan Theunisse  | + 1' 07"      |
| 9  | Giorgio Furlan      | + 2' 17"      |
| 10 | Franco Ballerini    | + 2' 17"      |